# Polyclypeolina
Polyclypeolina är ett släkte av svampar. Polyclypeolina ingår i familjen Aulographaceae, ordningen Microthyriales, klassen Dothideomycetes, divisionen sporsäcksvampar och riket svampar.
| Polyclypeolina | \| \| Polyclypeolina brideliae \| \| \| \| |
|                | \| \| Polyclypeolina brideliae \| \| \| \| |
|                | Aulographum                                |
|                |                                            |
|                | Polyclypeolina brideliae                   |
|                |                                            |

|  | Polyclypeolina brideliae |
|  |                          |